# 王賛
王 賛（おう さん、生年不詳 - 960年）は、五代後周から北宋にかけての政治家。本貫は澶州観城県。

## 経歴
若くして小吏となり、澶州馬歩軍都虞候に累進した。柴栄（後の後周の世宗）が澶淵に駐屯したとき、王賛は刑法に詳しく、学問をたしなんでいたため、右職として任用された。世宗が即位すると、東頭供奉官に任じられた。後に右驍衛将軍・三司副使に累進した。世宗が都の衛兵の給与について張美に質問したとき、張美が答えられなかったため、王賛が代わって回答した。張美はこのことを恨みに思って、王賛を推薦して客省使とし、河北諸州計度使を兼ねさせた。藩鎮の不法行為が横行して、役人も取り締まることができない状態にあったが、王賛が赴任すると悪質なものを摘発して、綱紀を粛正した。帰還すると、再び三司副使となった。
宋の建隆元年（960年）、李重進の乱が鎮圧されると、王賛は揚州知州に任じられた。舟が閶橋の下で転覆して、王賛は溺死した。趙匡胤は「わが枢密使を溺れさせてしまった」と言って嘆いた。

## 伝記資料
- 『宋史』巻274 列伝第33